# Nova Scotia Trunk 12
De Nova Scotia Trunk 12 is een weg in de Canadese provincie Nova Scotia. De weg loopt van Chester Basin naar Kentville en is 67 kilometer lang. De Trunk 12 loopt grotendeels door zeer dunbevolkt gebied.